# 대구파동초등학교
대구파동초등학교(大邱把洞初等學校)는 대한민국 대구광역시 수성구에 있는 공립 초등학교이다.

## 학교 연혁
- 1980-12-31 학교설립인가
- 1983-03-01 대구파동국민학교 개교
- 1985-02-15 제1회 졸업
- 1990-02-22 제8회 졸업식 거행(남 107, 여 100, 계 207명)
- 1990-03-01 26학급 편성
- 1990-05-25 서편 교사앞 운동장에 급수시설(상수도) 설치
- 1990-07-03 화분대 겸용 우산꽂이 60개 설치
- 1990-07-08 씨름장 및 임간 교실 게시판 설치
- 1990-07-08 기악합주용 악기 구입 비치
- 1990-10-27 즐거운 교실 운영 실천 사례 공개(참여의 보람과 탐구의 기쁨을 주는 즐거운 교실)
- 1990-12-18 시이소 설치
- 1990-12-20 즐거운 교실 운영 공적이 뛰어나 학교 표창(문교부 장관)
- 1991-01-30 동편 37개 교실 증축
- 1991-02-20 제9회 졸업식 거행(남 105, 여 110, 계215명)
- 1991-03-01 28학급 편성
- 1991-05-25 제6회 교육감기타기 중간체조발표대회 우수(동부교육청 교육장)
- 1991-05-30 1991년도 소년체육대회 육상(남국)종합 3위(교육감)
- 1991-06-05 1991건전노래부르기 발표대회 최우수(동부교육청 교육장)
- 1991-06-20 운동장 서편에 준영구 간이 천막교실 설치(1.5교실 크기)
- 1991-08-25 운동장에 마사토 25트럭 투입후 정지 작업하여 세파레트 코스 설치
- 1991-08-27 교실 및 동편 계단 증축
- 1991-09-13 아름다운 학교상(교육부 후원 제2회 전국 아름다운 학교 뽑기 대회)
- 1991-12-30 체육교육 우수학교 표창(교육감)
- 1992-02-18 교보(파동어린이)4호 발간
- 1992-02-19 제10회 졸업식 거행(남141, 여 119, 계 260명)
- 1992-03-01 26학급 편성
- 1992-03-01 제4대 이복우 교장 취임
- 1992-03-18 신주머니 없는 학교 운영(쇠판 6, 인조잔디 6 설치)
- 1992-04-13 교문 앞 둑 정비 후 화단 조성(포크레인, 인력투입 정지작업 개나리 200분, 쥐똥나무 200분 식재)
- 1992-05-22 동쪽 교실(109호 교실) 앞 화단 조성
- 1992-06-01 제7회 교육감기타기 중간체조 발표대회 우수(동부교육청교육장)
- 1992-06-01 '90~91'년에 걸쳐 기증받은 컴퓨터 대수리하여 특별활동의 일환책으로 '컴퓨터 교실' 개설
- 1992-06-17 1992 건전노래부르기 발표대회 우수(동부교육청교육장)
- 1992-06-30 수세식 화장실 전체 대수선 공사 준공
- 1992-09-09 4층 특별교실(410호실) 증축
- 1992-12-24 독서상 건립
- 1993-02-17 제9회 졸업식 거행(남 152, 여135, 계287명)
- 1993-03-01 24학급 편성(대구직할시교육청 지정 산수과 시범학교)(1993.03.01~1995.02.28)
- 1993-06-01 제8회 대구직할시 교육감기타기 중간체조 발표대회 우수(동부교육청 교육장)
- 1993-11-05 제11회 학도종합체육대회 겸 소년체전 1차 평가전 빙상 단체 우승(대구직할시 교육감)
- 1993-12-11 제2회 교육감기 타기 빙상경기대회 종합 우승(대구직할시 교육감)
- 1994-02-18 제10대 졸업식 거행(남124, 여122, 계246명)
- 1994-03-01 제5대 이현상 교장 취임, 24학급 및 특수학급 편성(일반학급:24, 특수학급1)
- 1994-05-13 제9회 동부교육청 교육장기 타기 학년별 육상 경기대회 6학년(3군): 종합 3위
- 1994-05-25 건전노래 부르기 발표대회 우수상
- 1994-08-25 제5회 대구스포츠센타 시장기타기 국민학교 빙상 경기대회 종합우승
- 1994-10-24 대구광역시교육청 지정 산수과 시범학교 운영 공개
- 1994-11-17 제12회 대구직할시 학도종합 체육대회(빙상): 준우승
- 1994-12-13 제3회 교육감기타기 빙상경기대회: 종합우승
- 1995-02-17 제11회 졸업(졸업생 총수 2381명)
- 1995-03-01 20학급 편성(특수학급 1개 학급)
- 1995-04-27 제13회 회장기타기 빙상대회 국민학교부 종합우승
- 1995-05-18 제10회 동부교육청 교육장기타기 육상대회 4학년군(3군 2위), 400m1위(남국 3군)
- 1995-05-18 제10회 동부교육청 교육장기타기 육상대회 2위
- 1995-06-07 1995 건전 노래 부르기 발표대회 우수상
- 1995-11-09 제11회 회장기 전국 남녀 숏트랙 스피드 스케이팅 대회 남국 종합 2위 남국2000m 계주 2위
- 1996-03-01 19학급 편성(특수학급 1개 학급)
- 1996-03-01 대구파동초등학교로 명칭 변경
- 1996-04-25 제14회 회장기타기 빙상대회(준우승, 12명 입상)
- 1996-05-15 제18회 전국학생과학발명품 우리 교육청 예선대회(금은동 수상)
- 1996-06-05 제10회 대구 어린이 그림 그리기 대회(14명 입상)
- 1996-06-12 1996 건전 노래 부르기 발표대회 우수상
- 1996-06-19 투시형 담장 공사
- 1996-06-22 1996년 매일 학생 미술 대전(10명 입상)
- 1996-08-30 식당 개축
- 1996-09-11 방송실 및 교실 삼원화 방송 설치 공사
- 1996-09-18 급식소 개축
- 1996-10-29 제2회 전국 초등학교 숏트랙 스피드 스케이팅 대회 1위(1명), 2위(1명) 수상
- 1996-11-07 제14회 대구광역시 학도 종합 체육대회 준우승
- 1997-02-20 제13회 졸업(졸업생 총수 2710명)
- 1997-03-01 19학급 편성(특수학급 1개 학급)
- 1998-02-20 제14회 졸업 145명(졸업생 총수 2855명)
- 1998-03-01 제6대 김석환 교장 취임(19학급 편성, 특수학급 1개 학급 포함)
- 1999-02-01 컴퓨터실 기자재 확충
- 1999-02-19 제15회 졸업 108명(졸업생 총수 2963명)
- 1999-03-01 19학급 편성(특수학급 1개 학급 포함)
- 1999-08-02 학교환경개선사업(화장실 개선 외 22건)(~10.11)
- 1999-09-01 제7대 서재하 교장 취임
- 2000-02-19 제16회 졸업 117명(졸업생 총수 3080명)
- 2000-03-01 18학급 편성(특수학급 1개 학급 포함)
- 2001-02-20 제17회 졸업 103명(졸업생 총수 3183명)
- 2001-03-01 2001 대구광역시 소년체육대회 배드민턴 남초부 준우승
- 2001-03-01 18학급 편성(특수학급 1개 학급 포함
- 2001-07-02 먼저 인사하기 운동 모범학교 표창(대구광역시 교육감)
- 2001-07-11 깨끗한 화장실 만들기 우수교 표창(대구광역시 교육감)
- 2002-02-20 제18회 졸업 99명(졸업생 총수 3282명)
- 2002-03-01 19학급 편성(특수학급 1개 학급 포함)
- 2002-03-26 2002 대구광역시 소년체육대회 배드민턴 남초부 준우승
- 2002-06-07 2002 건전노래부르기대회(우수)
- 2002-07-05 제5회 대구광역시장배 종별 배드민턴대회(남초) 준우승
- 2002-09-01 제8대 하용자 교장선생님 취임
- 2002-12-17 교내 자율 장학 우수교(대구광역시 교육감)
- 2002-12-30 학교 평가 최우수교 선정
- 2002-12-30 2002 교육활동유공학교(교육개혁부문)표창(동부교육장)
- 2003-02-18 제19회 졸업 100명(졸업생 총수 3382명)
- 2003-02-28 장기등록 20년 표창장(한국걸스카우트 연맹총재)
- 2003-03-01 18학급 편성(특수학급 1학급 포함)
- 2003-04-03 배드민턴 남초부 3위(대구광역시 교육감)
- 2003-06-04 2003 건전노래부르기대회 우수(동부교육청교육장)
- 2003-06-18 제6회 대구광역시장배 종별 배드민턴 대회 남초 단체 3위
- 2003-09-04 한국청소년연맹 아람단 우수단 표창(한국청소년연맹총재)
- 2003-09-30 건물 및 놀이기구 도장공사(~10.02)
- 2003-10-01 소방동요경연대회 인기상(대구광역시의방소방대연합회장)
- 2003-10-28 교육장배 육상경기대회(남자 초등부 2위)(동부교육장)
- 2003-12-01 정보학습실 교원용 수업용 48대 교체(~12.04)
- 2004-02-01 학습자료장,도서장,옷장 구입
- 2004-02-13 제20회 졸업 108명(졸업생 총수 3490명)
- 2004-03-01 18학급 편성(특수학급 1학급 포함)
- 2004-06-23 제7회 대구광역시장배 종별 배드민턴대회 남초부 3위
- 2004-06-30 조합 놀이대 설치
- 2004-07-14 2004 합창발표대회 우수(동부교육청교육장)
- 2004-08-01 교사 외벽 도색 및 교실 바닥깎기. 도색
- 2004-10-19 육상경기대회 남자초등부 2위(동부교육청교육장)
- 2004-12-30 2004 학교평가 우수상 수상(동부교육청교육장)
- 2004-12-30 2004교육활동 유공학교 포창(동부교육청교육장)
- 2005-02-16 제21회 졸업 93명(졸업생 총수 3583명)
- 2005-03-01 18학급 편성(특수학급 1학급 포함)
- 2005-03-01 제9대 박찬화 교장 부임
- 2005-03-25 2005 대구광역시 소년체육대회 남초부 배드민턴 3위
- 2005-04-17 학교도서실 도우미 활동(구성)
- 2005-05-17 제1회 합창경연대회 우수(동부교육청교육장)
- 2005-05-23 운동장 배수로 공사 실시(~05.29)
- 2005-06-29 동물원 동물 도색
- 2005-07-07 제8회 대구광역시장배 종별배드민터너선수권대회 남초부 3위
- 2005-07-27 도서실 도서 DLS정리
- 2005-07-27 과학실 바닥 개축, 과학실 붙박이장설치, 과학실선발설치
- 2005-08-01 건물벽균열댐보수, 옥상방수, 동쪽담장, 수도배관, 급식실수도배관, 국기게양대개축
- 2005-08-01 학급 게시판 교체(18개 학급)
- 2005-08-17 복도, 계단 도색
- 2005-08-22 교문 스쿨존 설치
- 2005-08-22 급식소 보일러 배관 교체 공사
- 2005-09-12 걸상등판 교체 및 수리(232개)
- 2005-09-14 책걸상 1인용으로 교체(226개)
- 2005-12-27 운동장 수목전지(남.동쪽 히말라야시타)
- 2005-12-27 2005 교내자율장학활동(장려, 대구광역시교육감)
- 2006-02-14 제22회 졸업식 남70, 여45(졸업생 총수 3698명)
- 2006-02-24 급식소 온수탱크, 급식소 보일러 설치
- 2006-03-01 18학급 편성(특수학급 1개 학급 포함)
- 2006-03-24 대구광역시 소년체육대회 종별배드민턴대회(남초부 준우승) 시교육감
- 2006-05-23 제2회 합창경연대회 우수
- 2006-06-07 등교 전용 교문 설치
- 2006-08-01 아람단 하계 야영 연합수련대회(질서상)
- 2006-08-01 옥상방수공사(~08.31)
- 2006-09-28 도색공사(~09.30)
- 2006-11-11 전국체육대회대비 평가대회(배드민턴, 남초부 3위)(대구광역시교육감)
- 2006-12-20 방송시설 보수(~12.27)
- 2006-12-29 NEIS 교무업무시스템 장부 전자화 표창(대구광역시교육감)
- 2007-02-14 제23회 졸업식(남65명, 여42명 계 107명)(졸업생총수 3805명)
- 2007-02-21 도서관 공사(~03.16)
- 2007-03-01 17학급 편성(특수학급 1학급 포함)
- 2007-03-02 2007학년도 시업식 및 입학식(교실)
- 2007-03-24 2007년 대구광역시 소년체육대회(배드민턴 남초부 3위)(대구광역시교육감)
- 2007-03-30 학교 공개의 날, 도서관 개관식(9:50) 대구광역시동부교육청교육장 정일교 강의
- 2007-04-09 학교운영위원회(15:30, 교장실)
- 2007-04-23 PPT TV 구입(6학년 1반)
- 2007-04-26 배드민턴장 천정 보수
- 2007-05-04 파동 한마음 체육대회(9:00~15:00)
- 2007-05-17 불법 찬조금 및 공무원 반부패 청렴감사
- 2007-05-18 6학년 수학여행(국립중앙박물관)
- 2007-05-21 학부모와 함께 하는 제3회 합창경연대회 우수(동부교육청 교육장)
- 2007-05-23 준거집단 선서식(아람단, 걸스카우트, 컵스카우트)
- 2007-05-30 장학요원 초엉 연수회
- 2007-06-02 아람단 체험학습(에버랜드 및 서울일원)
- 2007-06-11 학생 야영(5.6학년: 팔공학생야영장, 1박 2일)
- 2007-06-20 장학요원 초청연수회(강사: 경대사대부초 최영란(국어과))
- 2007-07-04 PPT TV구입(6학년 3반)
- 2007-07-08 아람단 주말 수상훈련(문천지, 17명)
- 2007-07-21 2007학년도 여름방학식(2007.07.23~8.31)
- 2007-07-25 컵스카우트 하계야영(에버랜드 캐리비안 베이, 1박 2일)
- 2007-08-01 아람단 하계야영(남해 일원, 2박 3일)
- 2007-09-19 장학지도 및 두레장학
- 2007-10-11 학부모 창의성 연수회(도서관, 참가인원 53명)
- 2007-10-16 청학동 현장학습(3.4학년, 청학동 서당 수련원)
- 2007-10-20 아람단 체험학습(백제문화탐방, 부여공주일원)
- 2007-10-26 파동가족독서의 밤
- 2007-10-31 창의성 연수회(주제:수학교육에서의 토론학습을 통한 창의력 신장)
- 2007-11-02 파동예술제
- 2007-11-07 뇌교육교사 연수
- 2007-11-14 폭력예방연수(학부모교사 60명)
- 2007-11-20 동교과 심사(1,2학년 수학과)
- 2007-11-22 동교과 심사(3,6학년 국어과)
- 2007-12-28 교육활동 유공학교표창(표창장, 대구광역시동부교육청교육장)
- 2008-01-31 야외 급수대
- 2008-02-21 제24회 졸업식(남56명, 여44명, 계100명)(졸업생 총수 3905명)
- 2008-02-29 교사 외벽 도색
- 2008-03-01 14학급 편성(특수학급 1학급 포함)
- 2008-03-03 업무용 노트북 구입
- 2008-03-03 2008학년도 시업식 및 입학식
- 2008-03-04 컴퓨터 구입 1대
- 2008-03-06 해피스쿨 협약식
- 2008-03-11 레이저 프린터 구입
- 2008-03-12 A3 칼라 프린터 구입
- 2008-03-26 복도 패찰 교체
- 2008-03-27 학부모공개수업(이재순 동부교육청 초등교육과장)
- 2008-04-24 준거집단 선서식(아람단, 걸스카우트, 컵스카우트)
- 2008-05-07 예절교실(~05.17)
- 2008-05-09 어린이 금융교실
- 2008-05-19 제4회 합창경연대회 우수
- 2008-05-24 아람단 현장체험학습(에버랜드)
- 2008-06-07 파동 알뜰시장
- 2008-06-21 전문강사 초청 성교육(학생, 학부모)
- 2008-06-23 학교 담장 공사
- 2008-06-25 준거집단 연합 하이킹(용두산 일대)
- 2008-06-27 전교사 창의성 연수회(국어과)
- 2008-07-15 2008학년도 여름 방학식
- 2008-07-19 아람단 하계야영(19명)단양유스호스텔
- 2008-07-21 영어캠프(가창중학교)(12명)
- 2008-07-22 걸스카우트 하계야영(영천성덕수련원)
- 2008-09-24 전교사 창의성 연수
- 2008-10-06 장학지도일(담당장학사: 박영애)
- 2008-10-08 전교사 창의성 연수
- 2008-10-10 6학년 수학여행(서울 일원)
- 2008-10-14 국가수준 학업성취도검사(6학년)
- 2008-10-30 파동예술제, 밤샘 독서교실
- 2008-11-08 제90회 전국체육대회 대비 평가대회 배드민턴 여초부 3위(교육감)
- 2008-12-26 수준별 소집단 이동 수업 우수학교(교육장)
- 2008-12-30 겨울방학식
- 2009-01-04 아람단 동계자강학교(23명) 박달재수련원
- 2009-02-12 제25회 졸업식(남33명, 여24명,계 57명)(졸업생 총수 3962명)
- 2009-03-02 입학식 및 시업식(10:00. 운동장), 신입생 (남23,여25, 계48명)
- 2009-03-27 학부모 공개수업(김이균 동부교육청교육장 특강)
- 2009-04-24 준거집단 선서식
- 2009-05-01 파동 한마음 체육대회
- 2009-05-19 동부합창발표대회 참가(우수)
- 2009-06-08 장학지도일
- 2009-07-18 2009학년도 여름방학식
- 2009-08-26 2학기 개학식
- 2009-09-24 문화예술경연회
- 2009-10-13 6학년 국가수준 학업성취도 검사
- 2009-10-28 파동예술제
- 2009-11-06 제11회 대구광역시장배/제1회 대구광역시 배드민턴협회장배 종별 배드민턴 선수권대회 남초부 3위
- 2009-11-07 제39회 전국소년체육대회 및 제91회 전국체육대회대비 평가대회(배드민턴 남초부 3위)
- 2009-12-21 겨울방학식
- 2009-12-24 2009학년도 수준별 소집단(이동)수업 우수학교 장려
- 2011-01-06 2011 창의적 체험활동 시범학교 선정(2011.03.01~2013.02.28)
- 2011-01-12 학력향상 및 기초미달 감소율 우수학교 선정(교육감)
- 2011-02-14 2011 창의적체험활동 교육과정 편성 운영계획서 수상(교육감)
- 2011-02-15 교육복지투자 지원학교 선정2011.02.15친환경 급식 학교 선정
- 2011-05-17 학부모와함께하는 동부합주경연대회 최우수상 수상
- 2011-06-15 대구광역시교육청 합주경연본선대회 최우수상 수상
- 2011-11-11 2011 방과후학교 수준별 강좌 운영 우수학교 선정
- 2011-11-28 2011. 초등학교 학교평가 최우수교 선정
- 2011-12-05 2011. 주제가 있는 학교특색경영 공모제 우수교 입상
- 2012-04-12 2012년 학부모 학교참여 대상학교 선정
- 2012-04-27 2012 주제가 있는 학교특색경영 계획서 입상(파동 만데빌라 꿈다락 프로젝트)
- 2012-05-02 2012년도 생명의숲 모델학교숲 공모 선정(복합형 모델학교숲)
- 2012-06-05 2012학년도 학교자체 영어캠프 지원 대상학교 선정 2012학년도 영어마을입소 영어캠프 지원 대상 선정
- 2012-07-16 2012년 하반기 학생오케스트라 운영학교 선정
- 2012-11-20 2012. 학교특색경영 공모제 최우수 입상
- 2012-12-31 2012 초ㆍ중ㆍ고ㆍ특수학교 학교평가 최우수교 선정
- 2013-03-27 행복한 학교공동체 교실수업개선 학교 선정
- 2013-04-02 2013 동부교육지원청 학생과학발명품경진대회 금은동상 수상
- 2013-04-12 2013년 학부모 학교참여 지원 대상학교 선정
- 2013-05-23 2013년 똑똑건강학교 및 건강생활실천학교 선정
- 2013-08-07 2013. 예술강사지원사업 관혁악분야 시범학교 참여학교 확정
- 2013-11-08 2013 대구사랑나눔 교육기부 우수사례 공모 우수교 선정
- 2013-12-02 대구동부 학생 동아리 꿈 한마당전시회 우수상 수상
- 2013-12-03 2013 대구광역시교육감배 학교스포츠클럽대회 입상
- 2013-12-23 2013년 학부모 학교참여 우수 학부모회 선정
- 2013-12-31 2013 제11회 전국 100대 교육과정 우수학교 선정
- 2014-04-04 2014 책날개 사업 참가학교 선정
- 2014-04-18 2014년 똑똑건강학교 및 건강생활실천교육학교 선정
- 2014-04-29 2014 동부 초등 협력학습 실천학교 선정
- 2014-05-02 2014학년도 예술교육공모 선정(윈드오케스트라 영역)
- 2014-05-02 OECD ESP 역량 역동성 국제비교 종단학교 참여학교 선정
- 2014-09-01 제13대 고경숙 교장 취임
- 2014-09-05 2014 1차 학교폭력 제로학교 선정
- 2014-09-30 2014 동부 학교스포츠클럽대회 배드민턴 초등학교 남자부 1위
- 2014-10-21 2014 아름다운 학교 교수학습부문 최우상 수상
- 2014-10-27 제8회 청소년 119안전뉴스경연대회 금상 수상
- 2014-12-15 2014. 청렴도 향상 의지 평가 최우수상 수상

## 참고 자료
- 대구파동초등학교 - 한국교육학술정보원 학교알리미